# Princess Garden
Princess Garden – osada (buurt) na wyspie Sint Eustatius, w Holandii Karaibskiej. Liczy 385 mieszkańców (1 stycznia 2024). Ośrodek turystyczny.